# Pleurodema marmoratum
Pleurodema marmoratum là một loài ếch thuộc họ Leptodactylidae.
Loài này có ở Argentina, Bolivia, Chile, và Peru.
Môi trường sống tự nhiên của chúng là vùng cây bụi nhiệt đới hoặc cận nhiệt đới vùng đất cao, đồng cỏ nhiệt đới hoặc cận nhiệt đới vùng đất cao, sông ngòi, đầm nước, đầm nước ngọt, đầm nước ngọt có nước theo mùa, đất canh tác, vùng đồng cỏ, và đất có tưới tiêu.

## Hình ảnh

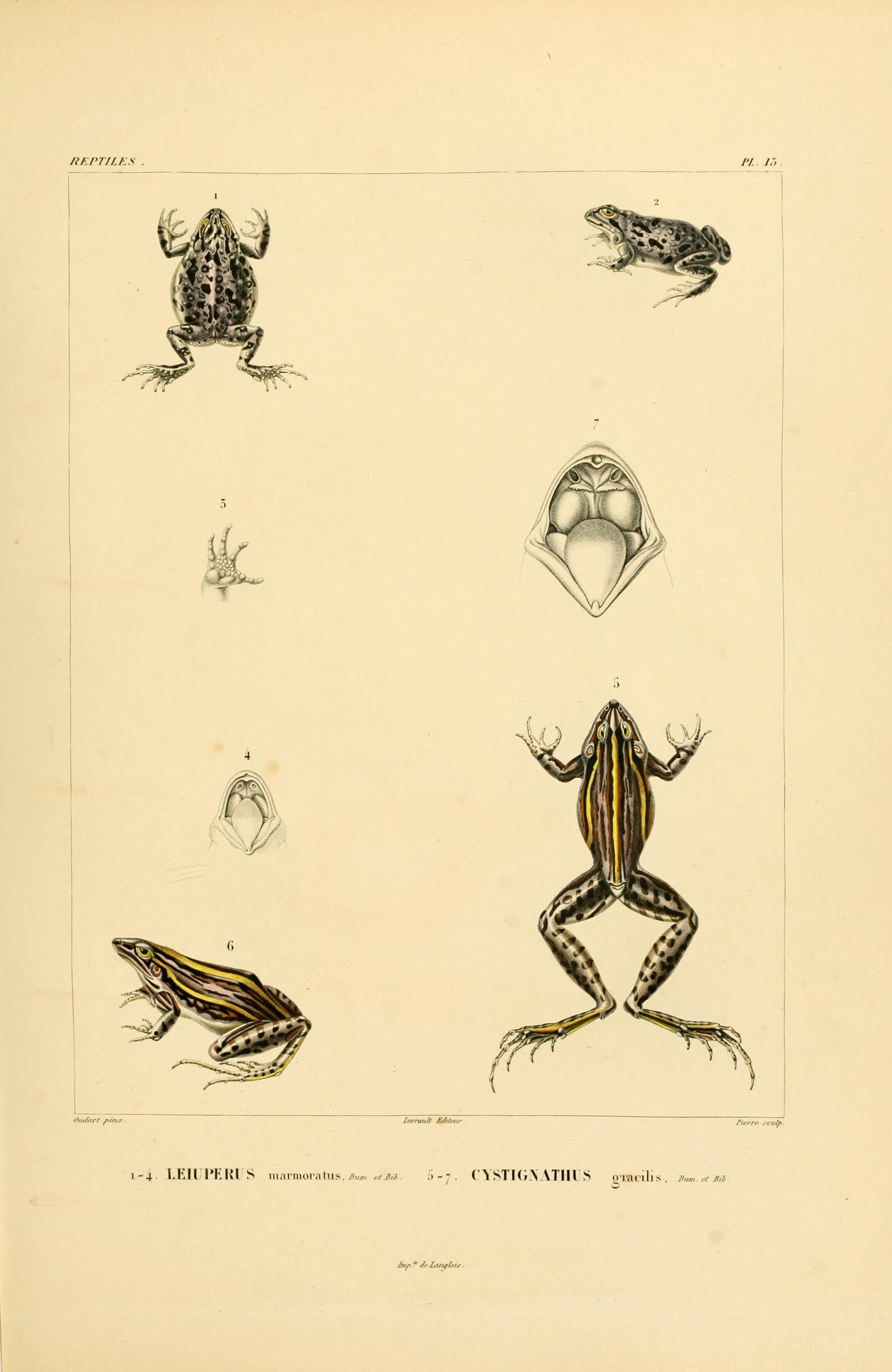